# Marie Souvestre

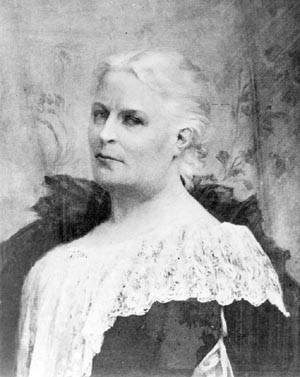
Mademoiselle Marie Souvestre

Marie Souvestre (* 28. April 1835 in Brest, Bretagne; † 30. März 1905 in Allenswood, England) war eine französische Feministin, Menschenrechtsaktivistin und Internatsleiterin.

## Biographie
Marie war die Tochter des berühmten Roman- und Bühnendichters Émile Souvestre und dessen Frau Angélique-Anne Papot. Zusammen mit ihrer Lebensgefährtin Caroline Dussault gründete sie 1865 ein Mädchen-Internat Les Ruches in Fontainebleau bei Paris. Deren Schülerinnen kamen meist aus wohlhabenden Bürger- und Künstlerfamilien. Nach dem Tod von Dussault im Jahre 1887 verließ Souvestre Frankreich, um in Allenswood bei London ein exklusives Mädchenpensionat zu eröffnen. 
Die Leiterin, Marie Souvestre, eine ebenso gebildete wie liberale Frau, war auf dem Gebiet der Mädchenbildung für die Zeit ungewöhnlich engagiert und nahm auf ihre Schülerinnen großen Einfluss. Unter ihren zahlreichen Schülerinnen waren unter anderem Natalie Clifford Barney, Laura Clifford Barney, Anna Eleanor Roosevelt und Emmy Schwarzenbach.